# Anna Monta Olek
Anna-Monta Olek (ur. 21 sierpnia 2002) – niemiecka judoczka. 
Wicemistrzyni świata w 2025; uczestniczka zawodów w 2023. Startowała w Pucharze Świata w latach 2022- 2024. Srebrna medalistka mistrzostw Europy w 2025. Triumfatorka  Uniwersjady w 2025. Wygrała MŚ juniorek w 2021. Mistrzyni kraju w 2024 roku.
Jest córką Detlefa Knorreka, judoki i olimpijczyka.